# کبیر (صوفی)
کبیر (هندی:कबीर، پنجابی:ਕਬੀਰ) یا کبیر داس، شاعر و قدیس هندی بود که سروده‌ها و نوشته‌هایش در جنبش بهکتی تأثیرگذار بود.

## زندگی
کبیر در خانواده‌ای بافنده و مسلمان پرورش یافت چون و برخی بر این باورند که مادرش (نیما) و پدرش (نیرو) او را در یک سفر در بین راه می‌یابد و او را بعنوان فرزند خود می‌پذیرد. او شاگرد یک قدیس هندو به نام راماناندا بود. او در شهر بنارس پرورش یافت و در همان جا هم دیده از دنیا فروبست.
با این که کبیر بافنده بود، از او در زمره شاعران نامی جهان یاد می‌شود؛ در هند نیز او از بزرگترین شاعران دانسته می‌شود.

## آثار و باورها
کتاب گورو گرانت صاحب بیش از پانصد شعر از اشعار کبیر را در خود جای داده‌است؛ پیروان آئین سیک که به‌طور خاص به گورو گرانت صاحب حرمت می‌نهند، کبیر را هم پایه گوروها می‌شمارند.
مهم‌ترین اثر کبیر، کتاب بیجک (به معنی جوانه) است که دربردارنده دیدگاه‌های عرفانی اوست. کبیر، به دنبال انسانی کامل و جهانی بود و از تعصب ادیان و مذاهب و گروهها و نژادها بیزاری می‌جست. رابیندرانات تاگور شاعر هندی یکصد شعر از اشعار کبیر را در کتابی با عنوان ترانه‌های کبیر به انگلیسی ترجمه کرده‌است. این کتاب توسط لیلا فرجامی به فارسی برگردانده شده‌است.
در اشعارش سروده‌است:

ای بنده، در کجا مرا جستجو میکنی؟
من کنار تو هستم.
من در معبد و مسجد نیستم. من در کابالاه و کایلاش
نیستم:
اگر تو جوینده حقیقی باشی،
مرا می‌بینی
مرا در لحظه‌ای از زمان دیدار خواهی کرد…
کبیر میگوید :ای زاهد، خدا نفسِ تمام نفس هاست